# Amphiura crossota
Amphiura crossota is een slangster uit de familie Amphiuridae.
De wetenschappelijke naam van de soort werd in 1943 gepubliceerd door Murakami.